# صموئيل فرانكلين إمونز
صموئيل فرانكلين إمونز (بالإنجليزية: Samuel Franklin Emmons)‏ هو جيولوجي أمريكي، ولد في 29 مارس 1841 في بوسطن في الولايات المتحدة، وتوفي في 28 مارس 1911 في واشنطن العاصمة في الولايات المتحدة.